# مخطط غابي

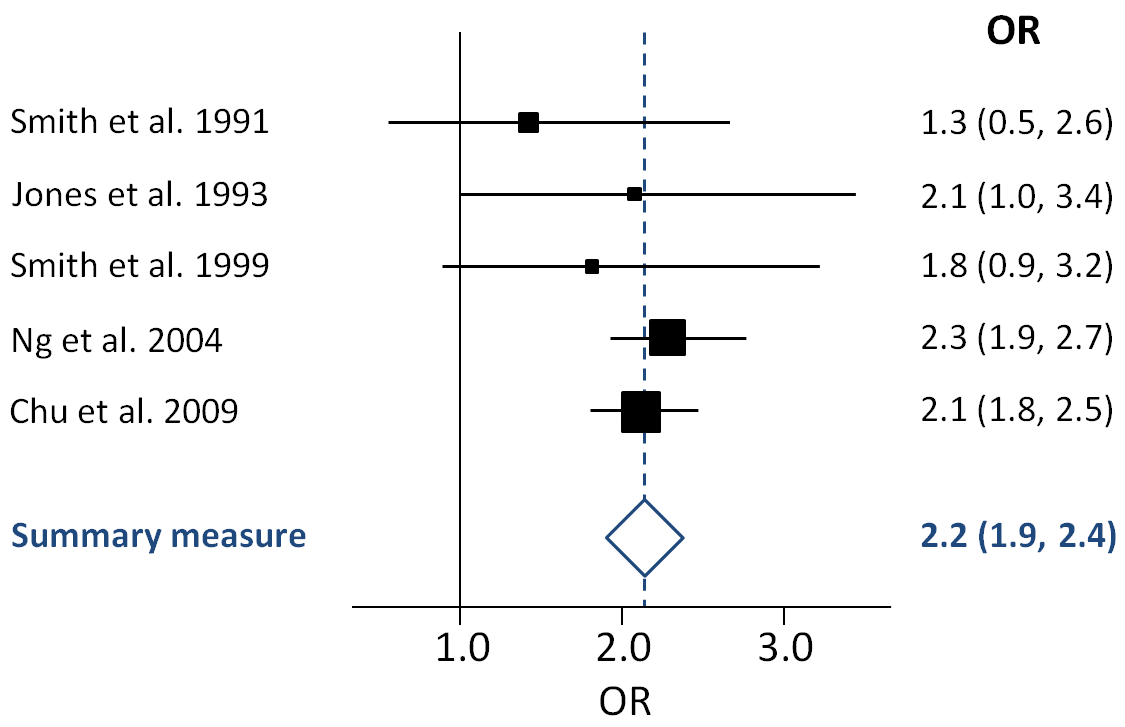
مثال لمخطّط غابيّ

المُخَطَّط الغَابِيّ (بالإنجليزية: forest plot)‏ هو رسم بياني صُمّم لتوضيح القوة النسبية لآثار العلاج في الدراسات العلمية متعددة الكمية المعالجة لنفس السؤال. وقد تم تطويره للاستخدام في البحوث الطبية كوسيلة لتمثيل بياني لتحليل تلوي لنتائج تجارب منضبطة معشاة.